# Paragabara secunda
Paragabara secunda är en fjärilsart som beskrevs av Remm 1983. Paragabara secunda ingår i släktet Paragabara och familjen nattflyn. Inga underarter finns listade i Catalogue of Life.